# バージェス・ヒル駅
バージェス・ヒル駅（バージェス・ヒルえき、英語: Burgess Hill railway station）は、英国ウェスト・サセックス州バージェス・ヒルにあるブライトン本線の鉄道駅。ゴヴィア・テムズリンク・レールウェイがサザン、テムズリンクのブランド名で列車を運行している。

## 歴史
1841年9月、ロンドン・アンド・ブライトン鉄道がブライトン駅まで延伸された際に小さな駅が設置された。この際の駅は小さな小屋と木造の単式ホームだけで構成された簡素なものだった。その後1846年に合併によってロンドン・ブライトン・アンド・サウス・コースト鉄道（LB&SCR）が設立されても状況は変わらず、1874年の構内図を見てもその様子は変わっていなかった。
その後1877年に現役舎が建設されたが、この駅舎はLB&SCR社内の典型的なものだった。
2020年11月、120万ポンドをかけた大規模な改装工事が行われ、新しい待合室が1番のりばに設置された。また工事によってホームが50m延長され、建物自体も現代風のものに変えられた。

## 運行形態
平日オフピーク時の運行本数は以下の通り。
- ロンドン・ヴィクトリア行き：毎時2本
- ロンドン・ブリッジ経由ベッドフォード行き：毎時2本
- ロンドン・ブリッジ経由ケンブリッジ行き：毎時2本
- ブライトン行き：毎時快速2本、普通2本
- リトルハンプトン行き：毎時2本

## 駅構造
12両編成対応の相対式ホームを持つ地上駅で、改札口は両方のホームと跨線橋の上の3箇所に設けられている。

### のりば
| のりば | 路線           | 方向 | 行先                                                     |
| ------ | -------------- | ---- | -------------------------------------------------------- |
| 1      | ■ テムズリンク | 上り | ガトウィック空港・ロンドン・ブリッジ・ベッドフォード方面 |
| 1      | ■ サザン       | 上り | ガトウィック空港・ロンドン・ヴィクトリア方面             |
| 2      | ■ テムズリンク | 下り | ブライトン方面                                           |
| 2      | ■ サザン       | 下り | ワージング・リトルハンプトン方面                         |

## 隣の駅
ナショナル・レール
■ テムズリンク（ゴヴィア・テムズリンク・レールウェイ）
ウィヴルズフィールド駅 - バージェス・ヒル駅 - ハソックス駅
■ サザン（ゴヴィア・テムズリンク・レールウェイ）
ヘイワーズ・ヒース駅 - バージェス・ヒル駅 - ハソックス駅